# Église Sainte-Catherine de Karjaa
Pour les articles homonymes, voir église Sainte-Catherine.
L'église Sainte-Catherine de Karjaa (en finnois : Karjaan Pyhän Katariinan kirkko) est une église médiévale en pierre située à Karjaa dans la municipalité de Raasepori en Finlande,,.

## Présentation
L'édifice est une église typique du sud de la Finlande construite vers 1465 à 1470. 
À l'extrémité nord de l'édifice se trouvent une sacristie et une salle d'armes à l'extrémité sud. 
La salle paroissiale est à trois nefs et à cinq travées.
Les nefs ont de simples voûtes croisées. 
Les peintures des voûtes sont des ornements représentant des feuilles stylisées.
En 1937, on a enlevé la chaux masquant les peintures murales représentant les douze apôtres tenant dans leurs mains les textes sacrés.
L'église possède également de nombreuses sculptures médiévales. 
Un crucifix d'origine du nord de l'Allemagne, les sculptures représentant sainte Brigitte[Laquelle ?], saint Laurent, saint Olaf et le Christ sont parmi les plus importantes de Finlande.
L'autel en brique date de l'époque médiévale. 
La chaire de style baroque a été offerte en 1703. 
Cinq armoiries funéraires sont accrochées aux murs.
L'église a un vitrail dû à l'artiste Gunnar Forsström.
L'orgue mécanique à 28 jeux est livré par la fabrique d'orgues de Kangasala de 1980.
Le clocher actuel a été construit en 1768, son socle en pierre date du Moyen Âge.
Il a deux cloches dont l'une porte une marque de l'année 1477.